# Bucculatrix quieta
Bucculatrix quieta är en fjärilsart som beskrevs av Edward Meyrick 1913. Bucculatrix quieta ingår i släktet Bucculatrix och familjen kronmalar. Inga underarter finns listade i Catalogue of Life.